# Mỹ Lan
Mỹ Lan (tiếng Trung: 美兰区, Hán Việt: Mỹ Lan khu) là một quận của địa cấp thị Hải Khẩu, tỉnh Hải Nam, Cộng hòa Nhân dân Trung Hoa. Mỹ Lan có diện tích 553 km², dân số năm 2003 là 510.000 người.

## Các đơn vị hành chính
Quận Mỹ Lan chia ra thành 9 nhai đạo và 4 trấn.
- Nhai đạo: Hải Phủ Lộ, Lam Thiên, Bác Ái, Hải Điện, Nhân dân Lộ, Bạch Long, Hòa Bình Nam, Bạch Sa, Tân Phụ.
- Trấn: Linh Sơn, Diễn Phong, Tam Giang, Đại Trí Pha.